# Tynemouth
Tynemouth és una ciutat situada al nord d'Anglaterra, a la regió de Northumberland. Com a pobles propers té Cullercoats, Whitley Bay, i la gran metròpoli d'aquesta zona, Newcastle upon Tyne. A Tynemouth hi destaquen dos monuments importants, el monument de famós guerriller anglès Charles Collingwood, i el Castell Priory, utilitzat en moltes etapes de la història anglesa.